# De boda en boda
De boda en boda  (títol original: Wedding Crashers) és una comèdia sentimental estatunidenca dirigida per David Dobkin, estrenada l'any 2005. Ha estat doblada al català.

## Argument
Dos amics, John i Jeremy, tenen per a costum anar a casaments on no són convidats amb l'objectiu de portar almenys una noia al seu llit.
El proper casament al programa és el de la filla de William Cleary, el ministre d'hisenda. Amb ocasió d'aquest casament, la presa de Jeremy serà Gloria, una de les filles de William Cleary. Després d'haver anat al llit amb ella, tindrà moltes dificultats per treure-se-la de sobre.
Pel que fa a John, ha tirat l'ham sobre Claire, l'altra filla de William Cleary. Però hi ha un problema: Claire té ja un amic anomenat Sack. La competició serà dura per a John.
Aquesta comèdia va reunir un pom d'actors còmplices, una idea d'entrada amoral i una galeria de personatges estranys sota aparences convencionals. Comèdia esbojarrada i burlesca a classificar entre El meu sogre i jo (i les seves continuacions), Baló presoner, o Zoolander (films on es troba de manera recurrent Vince Vaughn, Owen Wilson i Will Ferrell).

## Repartiment
- Owen Wilson: John Beckwith
- Vince Vaughn: Jeremy Grey
- Christopher Walken: William Cleary
- Rachel McAdams: Claire Cleary
- Isla Fisher: Gloria Cleary
- Bradley Cooper: Zachary « Sack » Lodge
- Will Ferrell: Chazz Reinhold (no surt als crèdits)
- Jane Seymour: Kathleen Cleary
- Rebecca De Mornay: Sra. Kroeger
- Keir O'Donnell: Todd Cleary
- Henry Gibson: pare O'Neil
- Ellen Albertini Dow: àvia Mary Cleary
- Ron Canada: Randolph
- Dwight Yoakam: M. Kroeger
- David Conrad: Trap
- Jennifer Alden: Christina Cleary
- Geoff Stults: Craig Garthe
- Ivana Bozilovic: Ivana
- Camille Anderson: Camille
- Rachel Sterling: Brunette
- Diora Baird: Vivian

## Banda original
- Sparks, interpretada per Coldplay
- Aside, interpretada per The Weakerthans
- I Hope Tomorrow Is Like Today, interpretada per Guster et Ben Kweller
- Blue Rondo A La Turk, interpretada per The Dave Brubeck Quartet
- Celebrity Judges, interpretada per Crumb
- Stay with Me, interpretada per The Faces
- Springtime, composta per Christophe Beck
- Levi's Locomotive, interpretada per Matter
- Amber, interpretada per Matter
- Keep It Comin' Love, interpretada per Matter
- Hava Negila, interpretada per Klezmer Juice
- Concerto pour cor (mi bemol major) K.495, composta per Wolfgang Amadeus Mozart i interpretada per The Swingle Singers
- Shout, interpretada per The Isley Brothers
- Love Underground, interpretada per Robbers on High Street
- Ouverture des Noces de Figaro, composta per Wolfgang Amadeus Mozart i interpretada per Hungarian Stgate Opera Orchestra
- Canon in D, interpretada per Pete Snell
- Chœur des fiançailles de Lohengrin, composta per Richard Wagner
- Marche nuptiale de Songe d'une nuit d'été, composée par Felix Mendelssohn
- Camp Hollywood Special, interpretada per The Bill Elliott Swing Orchestra
- Fly Me to the Moon (In Other Words), interpretada per Matter
- Little Brown Jug, interpretada per Matter
- I Dreamed About You, interpretada per The Bill Elliott Swing Orchestra
- Snake's Revival, interpretada per Matter
- Enrico Swing, interpretada per Matter
- Ducky's Serenade, interpretada per Matter
- Symphonie n° 103, composée par Joseph Haydn i interpretada per L'Archibudelli
- In the Summertime, interpretada per Mungo Jerry
- Oh Love's a Lovely Thing, interpretada per Shanna Carlson
- Everyone Says I Love You, composta per Bert Kalmar et Harry Ruby
- Sweetheart, interpretada per Jont

## Al voltant de la pel·lícula
- El rodatge del film va durar 52 dies i va tenir lloc a Los Angeles, Washington, la costa Est de Maryland i diversos llocs de la regió.
- El film hauria informat a prop de 285 milions de dòlars arreu del món, per a un pressupost de 40 milions. Es va tractar d'un dels primers grans èxits personals d'Owen Wilson.

## Crítica
- "Té tots els elements per ser una comèdia divertida, però no acaba de desenganxar (...) Saben d'aquestes horribles històries sobre un productor que veu una pel·lícula i diu que necessita retallar-se 15 minuts i rodar-se un nou final? 'Wedding Crashers' necessitava un productor d'aquests. (...) Puntuació: ★★ (sobre 4)."[3]
- "De vegades una comèdia simplement funciona. Benvingut a una d'aquestes vegades. (...) Puntuació: ★★★½ (sobre 4)"[4]